# آنتونی تورژیس
آنتونی تورژیس (فرانسوی: Anthony Turgis‎؛ زادهٔ ۱۶ مهٔ ۱۹۹۴) دوچرخه‌سوار اهل فرانسه است.
از باشگاه‌هایی که در آن رکاب زده‌است می‌توان به تیم دوچرخه‌سواری کوفیدیس اشاره کرد.